# Un'ombra su Maigret
Un'ombra su Maigret (titolo originale francese Cécile est morte), pubblicato in traduzione italiana anche col titolo Cécile è morta, è un romanzo poliziesco di Georges Simenon con protagonista il commissario Maigret. Ventiduesimo romanzo della serie incentrata sul celebre investigatore, a detta del biografo di Simenon Stanley G. Eskin è uno dei migliori.
L'autore lo scrisse tra Nieul-sur-Mer e Fontenay-le-Comte, in Francia, nel dicembre 1940 e apparve dapprima come feullietton in 45 puntate sul quotidiano Paris-Soir, dal 18 febbraio al 5 aprile 1941. Fu pubblicato in volume presso l'Editore Gallimard il 15 ottobre 1942, all'interno della raccolta Maigret revient..., contenente anche i due romanzi Maigret e la casa del giudice e Maigret e il sergente maggiore.
Secondo Patrick Marnham, Simenon scrisse questo e altri Maigret per poter sostenere la famiglia, dato che dopo il momentaneo abbandono del personaggio le vendite degli altri suoi romanzi non erano per niente brillanti.

## Temi
L'azione del romanzo si svolge si svolge tra il 7 e l'11 ottobre interamente a Parigi e Bourg-la-Reine. Da ricordare i dialoghi tra il commissario e Spencer Oats, criminologo dell'Institute of Criminology of Philadelphia, inviato dagli Stati Uniti per studiare l'ormai famoso "metodo" del commissario Maigret. Ma anche il modo in cui viene risolto l'apparentemente inesplicabile duplice omicidio, fuori dalle convenzioni e dalle "leggi" che fino ad allora avevano regolato i romanzi polizieschi.

## Trama
Da diversi mesi, una giovane di nome Cécile Pardon si rivolge regolarmente alla Polizia Giudiziaria per lamentare visite notturne nel suo appartamento che occupa con la zia, la vedova Boynet, una donna anziana e invalida. Nonostante la sorveglianza organizzata dal commissario attorno all'abitazione di Cécile, non si scopre nulla di sospetto.
Quando Maigret una mattina si reca al lavoro trova per l'ennesima volta ad attenderlo Cécile, ma la ragazza a un certo punto sparisce, lasciando un messaggio in cui scrive che "è avvenuta una tragedia". Maigret, stupito, si reca subito a casa delle due donne e trova la vecchia zia morta strangolata. In serata verrà poi scoperto anche il cadavere di Cécile, uccisa addirittura negli uffici della centrale di polizia giudiziaria.
Il commissario comincia l'indagine sul duplice omicidio concentrandosi sulla figura della zia, donna morbosamente attaccata al denaro. Nello stesso stabile, al piano di sotto, abita anche il suo avvocato, che il commissario scoprirà essere anche un suo vecchio amante. Ricostruendo i movimenti di Cécile dalla notte precedente, Maigret scopre che i due delitti hanno un'origine differente: autrice del primo è stata Cécile, che ha ucciso la zia in un eccesso d'ira, dopo aver scoperto come questa si arricchisse con investimenti in case d'appuntamento per poi negare aiuto ai suoi parenti in difficoltà; la ragazza invece è stata a sua volta strangolata dall'avvocato, perché aveva scoperto che questi era stato complice della zia nell'omicidio del marito.

## Adattamenti

### Film
- Cécile est morte, realizzato nel 1943 e apparso in Francia nel 1944, diretto dal regista Maurice Tourneur con Albert Préjean nel ruolo di Maigret. Il film non è mai stato distribuito in Italia.
- Maigret dirige l'enquête, del 1956, diretto dal regista Stany Cordier. Il film è ispirato da tre opere dedicate al commissario: oltre che dal romanzo Cécile est morte, il regista ha attinto anche da Maigret e la spilungona e dal racconto Non si uccidono i poveri diavoli, con Maurice Manson nel ruolo del commissario Maigret.

### Televisione
- Episodio dal titolo Poor Cecile!, facente parte della serie televisiva Maigret, diretto da Michael Hayes e trasmesso per la prima volta sulla BBC il 1º ottobre 1963, con Rupert Davies nel ruolo del commissario Maigret.
- Episodio dal titolo Un'ombra su Maigret, primo episodio della serie televisiva Le inchieste del commissario Maigret, diretto da Mario Landi e trasmesso in tre puntate per la prima volta sulla RAI tra il dicembre 1964 e il gennaio 1965, con Gino Cervi nel ruolo del commissario Maigret.
- Episodio dal titolo Cécile est morte, facente parte della serie televisiva Les enquêtes du commissaire Maigret per la regia di Claude Barma, trasmesso per la prima volta su Antenne 2 il 14 ottobre 1967, con Jean Richard nel ruolo del commissario Maigret.
- Episodio dal titolo Cécile est morte, facente parte della serie televisiva Il commissario Maigret per la regia di Denys de la Patellière, trasmesso per la prima volta il 28 ottobre 1994, con Bruno Cremer nel ruolo del commissario Maigret. In Italia l'episodio è stato trasmesso col titolo Cécile è morta.

## Edizioni italiane
- Un'ombra su Maigret, traduzione di Bruno Just Lazzari, Collana Il girasole. Biblioteca Economica n° 151, Milano, Mondadori, 1960.[4] - Collana I libri del pavone n.390, Mondadori, 1964; Collana Le inchieste del commissario Maigret n.7, Mondadori, 1966; Collana Oscar n.759, Mondadori, 1977.
- in  Il metodo di Maigret. Tre romanzi, traduzione di B. Just Lazzari, [contiene in quest'ordine: Maigret e una vita in gioco, L'ombra di Maigret e Il mio amico Maigret], a cura di Marco Polillo, Collana Le inchieste del commissario Maigret. nuova serie n.10, Milano, Mondadori, 1982.
- Un'ombra su Maigret, traduzione di Eileen Romano, Collana Oscar Gialli n.205, Milano, Mondadori, 1989, ISBN 88-04-32693-X.[5]
- Cécile è morta, traduzione di Germana Cantoni De Rossi, Collana gli Adelphi. Le inchieste di Maigret n° 175, Milano, Adelphi, 2000,  p. 165, ISBN 978-88-459-1563-5.
- in  I Maigret 5, Collana Maigret, Milano, Adelphi, 2014, ISBN 978-88-459-2918-2. - nuova ed., Adelphi, 2019, ISBN isbn 978-88-459-3377-6.